# Desastre de la meseta de los Cairngorm

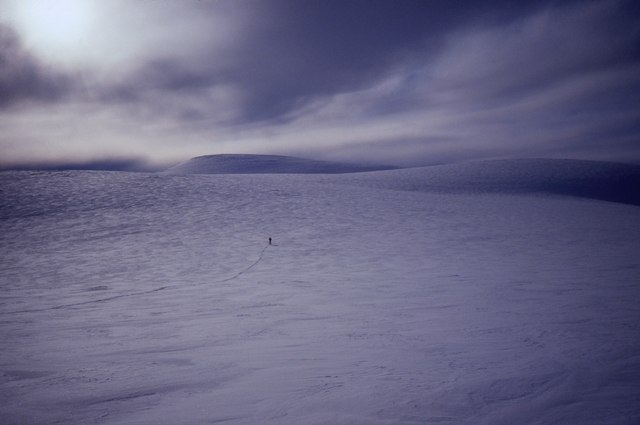
Vista hacia el sur desde cerca del lugar de la tragedia de 1971 (esta fotografía fue tomada en el invierno de 1992)

El desastre de la meseta de los Cairngorm, también conocido como desastre de Feith Buidhe, ocurrió en noviembre de 1971 cuando seis estudiantes de quince años de una escuela de Edimburgo y sus dos responsables realizaban una expedición de navegación de dos días en una zona remota de los Cairngorms en las Tierras Altas de Escocia.
Mientras el grupo se encontraba en el altiplano, el tiempo empeoró y decidieron dirigirse al refugio Curran, un refugio rudimentario. Al no lograrlo, el grupo quedó varado a la intemperie durante dos noches en medio de una ventisca. Cinco jóvenes y la ayudante del responsable murieron por exposición. Un sexto estudiante y la responsable del grupo sobrevivieron a la terrible experiencia con hipotermia grave y congelación. La tragedia se considera el peor accidente de montañismo ocurrido en Gran Bretaña. 
Una investigación sobre un accidente mortal llevó a imponer requisitos formales a los líderes de las expediciones escolares. En 1975, el refugio Curran fue demolido tras las protestas de los círculos políticos, montañeros y policiales.

## Antecedentes

### Los Cairngorms

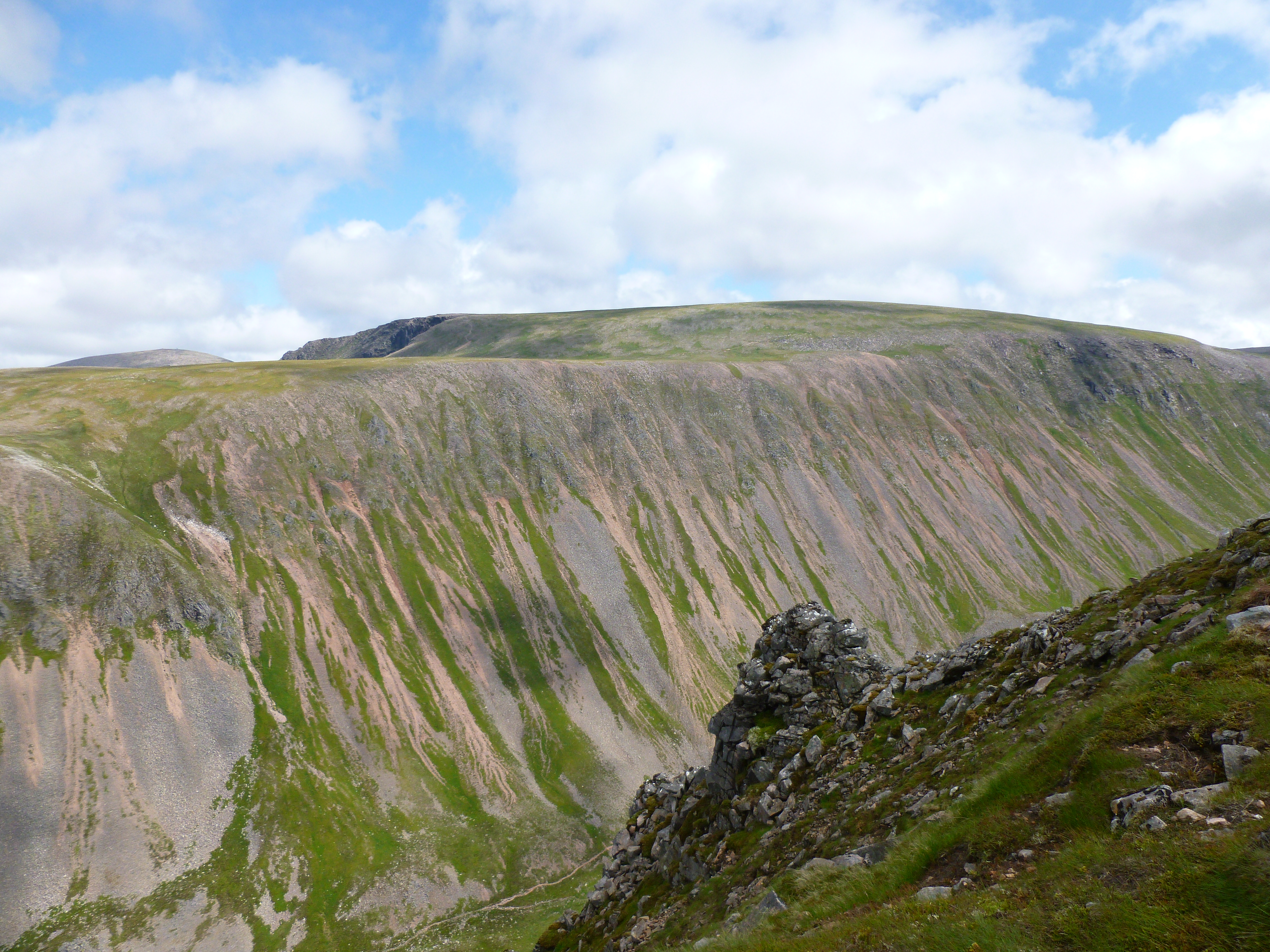
La meseta de Cairngorm, vista desde el otro lado del Lairig Ghru

Los Cairngorms son una región montañosa de Escocia que debe su nombre a la montaña Cairn Gorm, de 1.245 metros, que domina Aviemore, la principal ciudad de la zona. La región central es una zona de alta meseta granítica de unos 1.200 metros de altitud y está profundamente diseccionada por largos valles glaciares, que discurren aproximadamente de norte a sur. Entre dos de los valles, el Lairig Ghru y el Lairig an Laoigh, se extiende la meseta de Cairngorm, de cantos rodados de granito y grava, donde el propio Cairn Gorm y el Ben Macdui, de 1.309 metros, la montaña más alta de los Cairngorms y la segunda más alta de las islas británicas, son las principales cumbres. Los bordes de las mesetas son en algunos lugares escarpados acantilados de granito y excelentes para el esquí, la escalada en roca y la escalada en hielo.

### Las condiciones climáticas

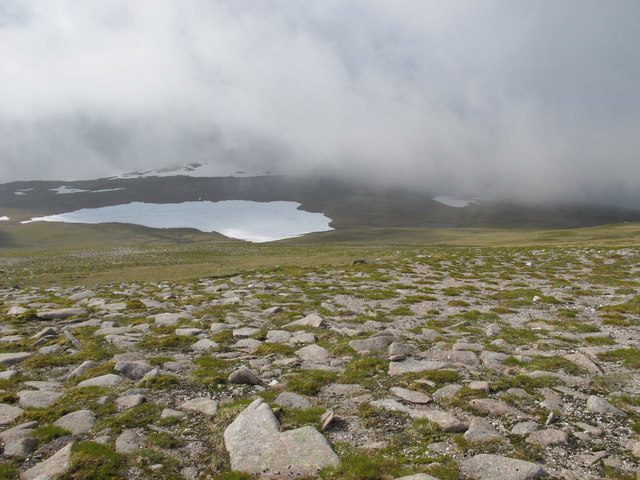
El Ben Macdui desde la meseta de Cairngorm en junio de 2014

Su altura, sus distancias y su clima severo y cambiante hacen de los Cairngorms la cordillera más desafiante para los escaladores del Reino Unido. La nieve puede caer en cualquier momento del año, y las manchas de nieve persisten todo el verano. Para la escalada en nieve y hielo, la zona es la más fiable de Gran Bretaña. La zona de la meseta tiene un clima subártico y sólo alberga una escasa vegetación de tundra. El terreno accidentado se parece más a las tierras altas de las regiones árticas de Canadá o Noruega que a los Alpes europeos o las Montañas Rocosas norteamericanas. El tiempo suele deteriorarse rápidamente con la elevación, de modo que incluso cuando hay condiciones moderadas a 150 metros por debajo de la meseta, la cima puede estar tormentosa o brumosa y puede haber nieve helada o en polvo. Incluso cuando no nieva, el viento puede levantar la nieve del suelo y provocar una tormenta de nieve blanca unos metros por encima de la superficie, y los ventisqueros pueden acumularse rápidamente en lugares protegidos. La grava puede volar por los aires y puede resultar imposible caminar. El alpinista escocés Adam Watson explicó que las condiciones de temporal pueden ser extremadamente difíciles en la meseta y dificultar, si no imposibilitar, caminar, ver más allá de unos pocos metros, respirar y comunicarse con otros miembros del grupo. El 20 de marzo de 1986, se midió una velocidad del viento de 278 km/h en la estación meteorológica de la cumbre de Cairngorm.

### Senderos y edificios en los Cairngorms

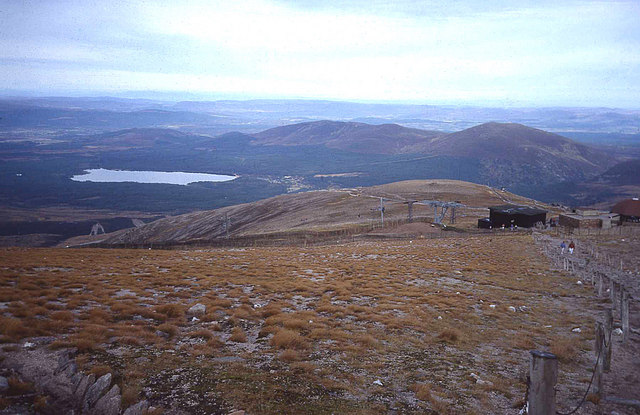
Desde el camino hasta la cumbre de Cairn Gorm, mirando hacia el restaurante Ptarmigan, octubre de 1991

Los valles entre las distintas mesetas eran utilizados como caminos de herradura por los arrieros de ganado, que construían toscos refugios protectores para sus arduos viajes. Aún hoy, entre el paso de Drumochter y el de Lecht no hay carreteras asfaltadas que atraviesen la divisoria de aguas entre Speyside y Deeside, y los pasos son imposibles, incluso para vehículos con tracción a las cuatro ruedas. El paso de Lairig Ghru entre Speyside y Deeside tiene unas 19 millas (30 km) de longitud y alcanza su mayor altura en Pools of Dee, a 810 metros, donde el agua puede estar congelada incluso en pleno verano. La ruta tiene un ascenso total de unos 670 metros  entre la población de Coylumbridge, en Speyside, y Linn of Dee.  A finales del siglo XIX, con la desaparición de la ganadería, florecieron las fincas de acecho de ciervos, por lo que los refugios se convirtieron en "bothies" para proporcionar alojamiento mejorado, aunque todavía primitivo, a los guardas de caza. En la actualidad, los refugios han pasado a manos de la Asociación de Refugios de Montaña (Mountain Bothies Association) para uso de senderistas y escaladores, que les proporcionan cobijo y alojamiento.

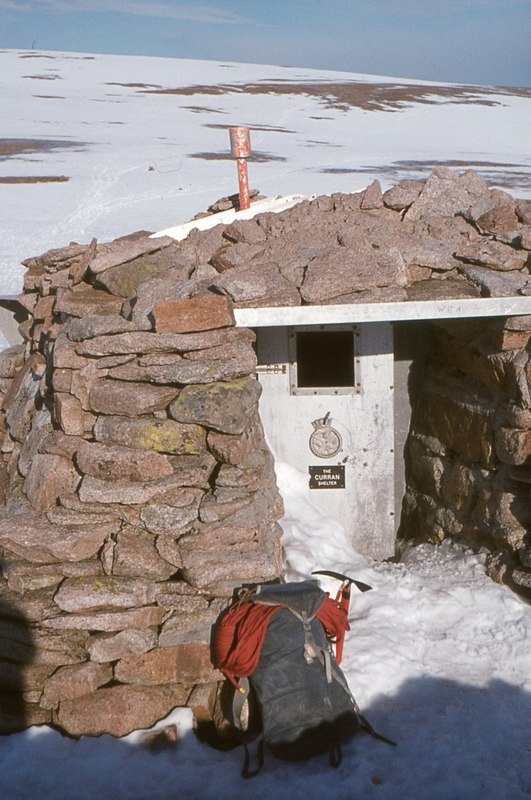
El refugio de Curran en 1975

A partir de 1960, se desarrolló una zona para el esquí alpino en Northern Corries, entre Aviemore y Cairn Gorm. Se construyó una carretera a una altura de 650 m en Coire Cas donde se construyó un centro de esquí y se instalaron remontes y remolques, uno de ellos hasta un nuevo restaurante, el Ptarmigan, a 1080 m. Cuando hacía buen tiempo, era fácil caminar desde allí hasta la meseta de Cairngorm. 
Tras la Segunda Guerra Mundial, el Scottish Council for Physical Recreation estableció el Glenmore Lodge, junto a Loch Morlich, en la carretera entre Aviemore y el centro de esquí. En 1959, se trasladó a un centro construido a tal efecto en las cercanías (más tarde, el Centro Escocés de Formación al Aire Libre, que imparte formación para el liderazgo en montañismo), y el personal estaba en el lugar para ayudar en emergencias de montañismo. 
En los años 1960, un grupo militar erigió, sin permiso de las autoridades locales, los refugios de St Valery, El Alamein y Curran en la meseta de Cairngorm.A menudo podían quedar enterrados en ventisqueros, pero atraían a excursionistas y campistas. El refugio de Curran era de metal cubierto de cantos rodados, tenía una superficie 3,7 por 2,1 m y estaba al lado de Lochan Buidhe, el agua estancada más alta de Gran Bretaña. Prediciendo que atraería a caminantes inexpertos, Adam Watson y el Comité de Rescate de Montaña de Escocia escribieron a Nature Conservancy para señalar el peligro de un refugio en ese lugar, pero no se hizo nada al respecto.

### Rescate en montaña
El rescate de montaña en la zona central de los Cairngorms era entonces responsabilidad de la Policía Escocesa de los Condados del Noreste. Los equipos de rescate de montaña estaban formados en su totalidad por voluntarios civiles no remunerados y estaban coordinados por el Comité de Rescate de Montaña de Escocia, siendo el Equipo de Rescate de Montaña de Cairngorm (MRT) el primero al que se solicitaba asistencia en la meseta de Cairngorm. A su vez, podían solicitar el apoyo de un helicóptero de la RAF de Kinloss. El MRT de Braemar y el MRT de la RAF de Kinloss también acudían si se producía un incidente grave o si el lugar del rescate era incierto.

## Expedición escolar

### Responsables de la expedición
En noviembre de 1971, un grupo de 14 alumnos de la escuela Ainslie Park, de Edimburgo, se alojaba con tres monitores en el centro de formación al aire libre Lagganlia del Consejo de Edimburgo, en Kincraig. El responsable general era Ben Beattie, de 23 años, instructor de educación al aire libre de la escuela con el Certificado de Instructor de Montaña, que tenía bastante experiencia en montañismo, pero su experiencia en los Cairngorms en invierno era muy limitada. También participó en la expedición la novia de Beattie, Catherine Davidson, de 21 años, estudiante de último curso en el Dunfermline College of Physical Education y aprobada por la escuela para ayudar a dirigir el club de montañismo. Tenía menos experiencia en montañismo en general, pero había estado dos veces en los Cairngorms en invierno. Les acompañaba Shelagh Sunderland, de 18 años, que acababa de empezar como instructora voluntaria en prácticas de Lagganlia y no tenía experiencia en los Cairngorms. 

### Inicio de la expedición

Mapa del centro de Cairngorms que muestra refugios y características relacionadas con el desastre de 1971

El sábado 20 de noviembre, el grupo emprendió un ejercicio de navegación de dos días para cruzar la meseta de Cairngorm desde Cairn Gorm hacia el sur hasta Ben Macdui. Como empezaron muy tarde (eran casi las 11:00 cuando salieron de Lagganlia), utilizaron el telesilla de Cairngorm para acercarse a la meseta, y como estaba previsto se separaron en dos grupos: el grupo más experimentado, formado en su mayoría por chicos y dirigido por Beattie, partió y fue seguido por el grupo menos experimentado de cuatro chicas y dos chicos y sus dos guías femeninas, Davidson y Sunderland. Tras cruzar la meseta, ambos grupos debían descender hasta el Corrour Bothy, a un nivel mucho más bajo en el Lairig Ghru, donde pasarían la noche. La puesta de sol se produjo poco antes de las 16:00. A continuación, el grupo de Davidson regresaría por el Lairig Ghru, mientras que el grupo de Beattie volvería atravesando el Cairn Toul y el Braeriach, en el otro extremo del valle. En caso de emergencia, cada grupo debía dirigirse al refugio de Curran, en lo alto de la meseta. Ese plan había sido aprobado de antemano por el jefe de Lagganlia, John Paisley, que podía prohibir expediciones inadecuadas. 

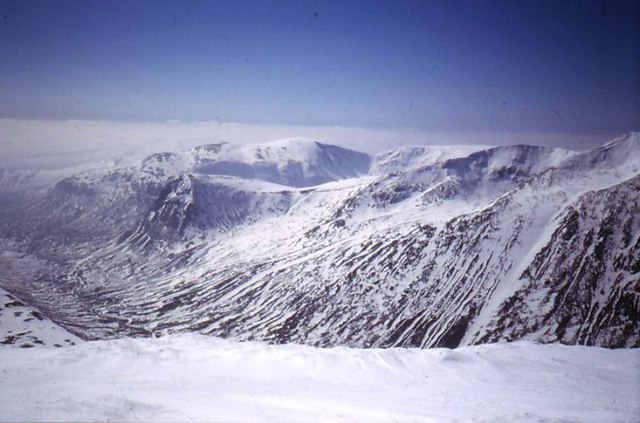
El Lairig Ghru visto desde Ben Macdui. El Corrour Bothy está en el valle glacial en el extremo izquierdo de la imagen, demasiado pequeño para ser visto.

Poco después de que los grupos se pusieran en marcha, el tiempo empeoró, como se había pronosticado a sabiendas de los grupos, pero el grupo de Beattie llegó con éxito hasta el refugio de Curran, donde quitaron la nieve de la puerta y pasaron la noche. Davidson, preocupada por que su grupo no pudiera encontrar el refugio en condiciones de nieve blanca (sabía que podía quedar completamente cubierto de nieve), decidió hacer un vivac forzoso en la meseta. Eligió un lugar ligeramente inclinado en la cabecera del Feith Buidhe Burn, a unos 460 metros al este de Lochan Buidhe y el refugio Curran. Beattie no se preocupó por los desaparecidos porque supuso que se habían ido a algún otro refugio.

### Grupo de Davidson
El sábado por la tarde, Davidson había abandonado el plan original cuando las condiciones empeoraron y algunos de los estudiantes se angustiaron. En lugar de ir directamente hasta el refugio de Curran, se había dirigido ligeramente cuesta abajo y había apuntado hacia el arroyo Feith Buidhe con la esperanza de seguirlo hasta Lochan Buidhe para llegar al refugio junto al loch (pequeño lago). La nieve había borrado el arroyo, por lo que perdió la esperanza de encontrar el refugio Curran. Se preparó para vivaquear en lo que, sin saberlo, era una importante zona de acumulación de nieve. John Duff, el líder del MRT de Braemar, consideró más tarde que había sido un grave error: "intentar un vivac invernal, en medio de una tormenta, en la meseta de los Cairngorms, es literalmente una decisión de vida o muerte, y una última opción". También escribió que el mayor error fue incluso haber considerado "una expedición terriblemente demasiado ambiciosa para niños adolescentes" y echó la culpa a todos los que habían hecho y aceptado los planes.
Se refugiaron en sacos de dormir y bolsas de vivac al abrigo de un muro de nieve que construyeron.  Al principio, mantuvieron el buen humor. Sin embargo, a medida que la nieve se hacía más profunda a lo largo de la noche, cundió el pánico por miedo a quedar sepultados o asfixiados. Con la luz del día, el domingo, se oyó a un chico gritar bajo la superficie, y Sunderland apenas estaba consciente. Davidson y el otro chico salieron en busca de ayuda, pero sólo recorrieron unos metros antes de verse obligados a regresar. Durante todo el día arreció la ventisca, y al anochecer pudieron ver las bengalas de un grupo de búsqueda, pero sus gritos no se oyeron y habían perdido sus propias bengalas en la nieve. Esa noche, los jóvenes empezaron a delirar y se estaban muriendo. El lunes por la mañana, Davidson salió sola para intentar conseguir que la rescataran.

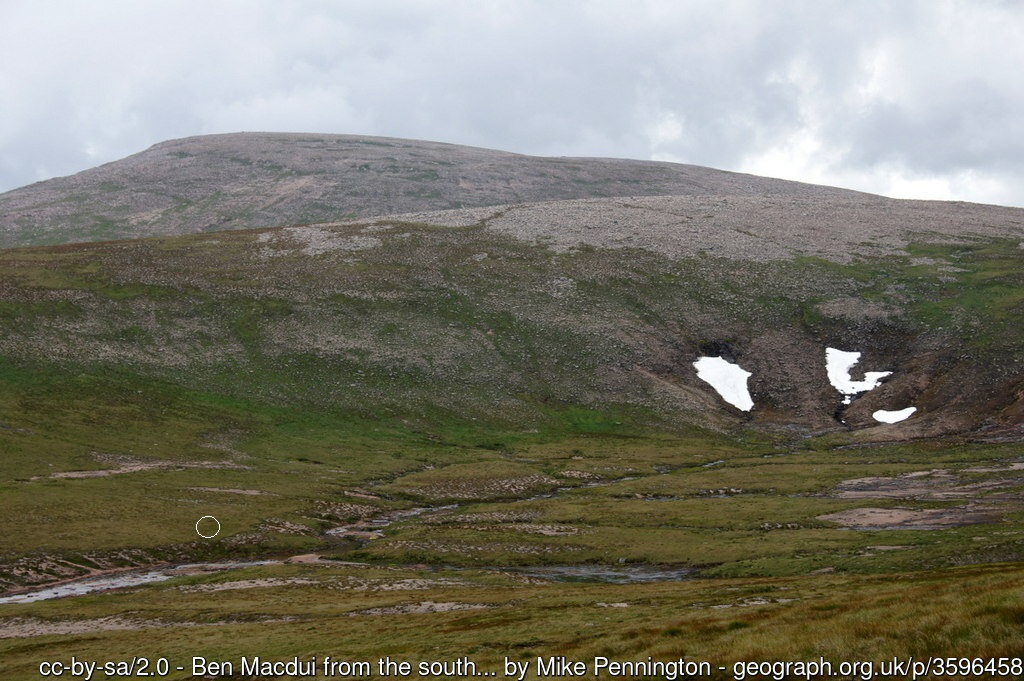
Ubicación aproximada del vivac (círculo blanco - estimado a partir de la foto de Duff (2001) p. 105) junto al incendio de Feith Buidhe, visto a finales del verano sin ninguna capa de nieve. Vista al sur desde Cairn Lochan hacia Ben Macdhui en la distancia. (Notas: foto tomada el 5 de agosto de 2013; el fotógrafo no participó en esta contribución de Wikipedia ni en la anotación).

### El grupo de Beattie el domingo.
El día anterior, el domingo, el grupo de Beattie tuvo grandes dificultades para salir del refugio a causa de la profunda nevada y, en condiciones penosas, apenas pudieron descender de la meseta. Al anochecer, a las 16:30, llegaron a Rothiemurchus Hut, donde telefonearon a Lagganlia, y se reunieron con su vehículo de transporte a las 17:30. Los escolares fueron devueltos a Lagganlia, y Beattie y Paisley condujeron hasta el centro de esquí, donde no pudieron obtener ninguna noticia. Se dirigieron a Glenmore Lodge y a la comisaría de Aviemore, donde, a las 19:00, denunciaron la desaparición del grupo de Davidson. Inmediatamente se enviaron tres parejas de rescatadores desde Glenmore Lodge en medio de la ventisca y la noche, y se llamó a los MRT de Cairngorm, RAF Kinloss, Braemar y Aberdeen. Los equipos de rescate de montaña hicieron sus preparativos para poder ponerse en marcha horas antes del amanecer del lunes.

## Intentos de rescate
En condiciones tempestuosas pero moderadas, el 22 de noviembre de 1971, 50 hombres realizaron la búsqueda con el apoyo de un helicóptero. Por la mañana, el MRT de Braemar, que viajaba desde el sur, llegó a Corrour Bothy, pero lo encontró desocupado. Fue sobre las 10:30 cuando Davidson fue avistada desde un helicóptero. El helicóptero Whirlwind había sido enviado desde la RAF de Leuchars, en Fife, y el piloto intentó remontar la línea de Glen Shee, pero las turbulencias le obligaron a reducir la velocidad a 70 nudos (130 km/h), con una velocidad de avance inferior a la de un paseo. A la altura de Pools of Dee, quedó reducido a flotación y no pudo ascender a la meseta, por lo que dio un amplio rodeo hasta Glenmore Lodge. Allí, se pidió a la tripulación que realizara una comprobación aérea de varios refugios, sin demora para repostar. En el refugio de Curran no se veía nada, pero al girar para volver a Glenmore Lodge, divisaron lo que les pareció una tienda roja. 
Acercándose cada vez más y sin puntos de referencia en la tormenta blanca, se dieron cuenta de que se habían acercado mucho a una persona que estaba arodillada. Davidson seguía en la meseta e intentaba arrastrarse para pedir ayuda. Dos tripulantes bajaron a unos a 64 metros de ella, lo más cerca que pudieron. Después llegaron hasta la víctima, pero no pudieron llevarla hasta el helicóptero porque tenía las piernas bloqueadas en posición de rodillas. El helicóptero no pudo acercarse más porque, al aplicar la potencia, la nieve que soplaba anulaba la visión, por lo que uno de los tripulantes saltó para guiarlo en la dirección correcta utilizando el cable del cabrestante. No había rastro de nadie más del grupo de Davidson. Davidson fue trasladada en helicóptero a Aviemore, donde la recibió una ambulancia. Estaba en un estado avanzado de hipotermia y tenía las manos congeladas, pero, aunque estaba confusa y apenas podía hablar, consiguió comunicar a sus rescatadores que el resto del grupo estaba cerca de donde la habían rescatado.  Sólo pudo decir las palabras "Burn - lochan - buried" al rescatador Brian Hall, pero eso dio pistas suficientes. 
Para entonces, la base de nubes se había vuelto más baja y ningún helicóptero podía acercarse, pero varios equipos de búsqueda a pie convergieron en el lugar del catastrófico vivac a través de la nieve que a veces llegaba hasta la cintura. El instructor del Glenmore Lodge, John Cunningham, junto con Beattie y Paisley, fueron los primeros en encontrar la escena.Desenterraron los cadáveres de seis estudiantes adolescentes y de la ayudante, uno de ellos desde una profundidad de 1,2 metros. Todos estaban muertos excepto el último en ser destapado, Raymond Leslie, que aún respiraba. Fue atendido por un médico del MRT de Braemar en su primera salida seria. A las 15:00 llegó un helicóptero Sea King de la Royal Navy, guiado por el jefe del MRT de Kinloss de la RAF que iba delante disparando bengalas. Leslie, el niño superviviente, fue trasladado en helicóptero al Hospital Raigmore, donde Davidson y él acabaron recuperándose. Algunos de los instructores de Glenmore Lodge llevaban fuera 20 horas, así que, en la oscuridad, dejaron a los muertos en la montaña para bajarlos al día siguiente.

## Repercusiones

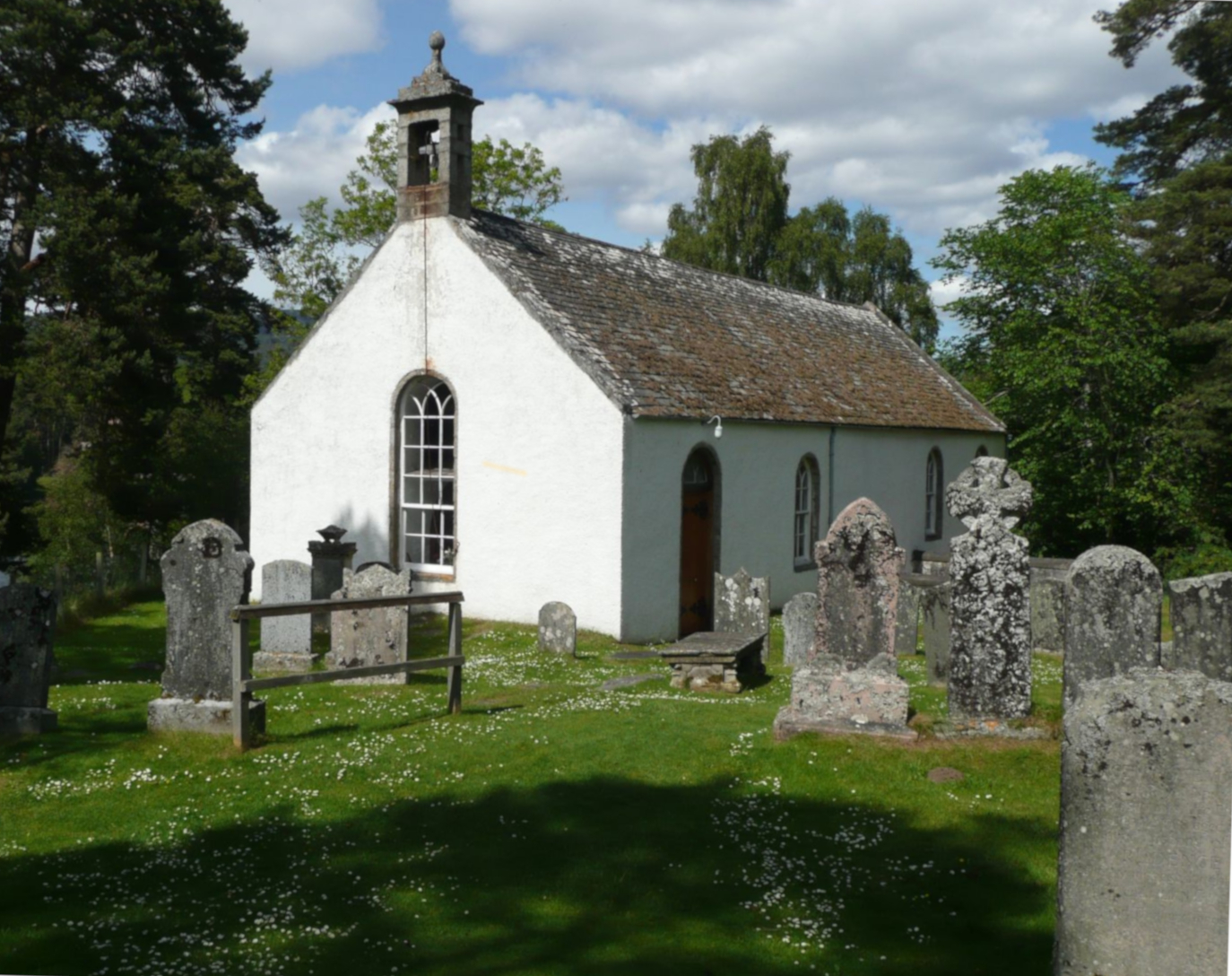
Iglesia Insh

El 28 de noviembre de 1971 se celebró una misa en memoria de las víctimas en la iglesia parroquial de Insh. Se le preguntó al Secretario de Estado para Escocia por el desastre de Cairngorms en el Parlamento y se sugirió que todas las autoridades locales siguieran el ejemplo de la Autoridad Educativa de Edimburgo y prohibieran las expediciones escolares de montañismo en invierno.
En la investigación del accidente mortal celebrada en Banff en febrero de 1972, Adam Watson fue el principal perito de la Corona.  Se descubrió que el formulario de consentimiento entregado a los padres no decía que se trataba de montañismo invernal. Además, sólo uno de los padres había sido informado de que la excursión iba a ser a los Cairngorms. La investigación concluyó que las muertes se debieron al frío y a la exposición. Se recomendó
1. debe prestarse especial atención a la forma física y al entrenamiento,
2. los padres deben recibir más información sobre las actividades al aire libre,
3. los grupos deben estar dirigidos por instructores plenamente cualificados y acompañados por profesores titulados,
4. deben determinarse los lugares adecuados para las expediciones de verano e invierno en consulta con las organizaciones de montañismo,
5. los expertos deberían asesorar sobre la conveniencia de eliminar los refugios de alto nivel,
6. se elogió a los equipos de rescate de montaña y se consideró la posibilidad de prestarles apoyo financiero y general,
7. tras cualquier catástrofe futura debería haber una relación más estrecha entre las autoridades y los padres.

El jurado no quiso desalentar futuras actividades aventureras al aire libre. El abogado de los padres sugirió que se declarara culpables al responsable de la expedición y al director de Lagganlia, pero la investigación no llegó a ninguna conclusión.
La recomendación relativa a la posible supresión de los refugios de altura iba a convertirse en motivo de importantes desacuerdos. Los "bothies" tradicionales se construían para acechadores y guardas de caza y estaban en los valles. Los refugios que se cuestionaban eran los modernos, construidos en lo alto de la meseta. El argumento para mantenerlos era que cualquier refugio en caso de emergencia era mejor que ninguno, según la opinión del MRT de Cairngorm, el Consejo del Condado de Banffshire y los propietarios de fincas locales. Sin embargo, el Braemar MRT, la mayoría de los organismos de montañismo, el jefe de policía y Adam Watson pensaban que debían retirarse. Cada vez participaron más expertos y políticos y, en julio de 1973, el Secretario de Estado para Escocia lanzó una consulta formal. Finalmente, la Oficina Escocesa decidió que no tenía competencias en la materia. En febrero de 1974, en una reunión en la que se excluyó a todo el mundo excepto a las autoridades locales, la policía y los expertos en montañismo, se tomó la decisión de la retirada, que se produjo tras nuevas discusiones.  
La catástrofe tuvo importantes repercusiones en el montañismo británico, sobre todo en lo que respecta a las expediciones de aventura para niños. A nivel político, impulsadas por la prensa, se propuso prohibir los cursos de montañismo para niños o, al menos, exigir una certificación formal a sus responsables. El seguro obligatorio para los montañeros también entró en la agenda. El Consejo Británico de Montañismo, que representa a los montañeros aficionados en activo y a sus clubes, se opuso inicialmente a todo ello y consideró que la burocracia no debía supervisar la aventura. Por otro lado, el Mountain Leader Training Board, compuesto por educadores, estaba a favor por motivos de seguridad y de enseñanza de la conciencia medioambiental. Finalmente, se llegó a un compromiso: los dos organismos se unieron y se exigió un Certificado de Responsable de Montaña para las expediciones educativas.
Entrevistado en 2011, el padre de una de las niñas fallecidas dijo que pensaba que la excursión era simplemente al centro Lagganlia, y que no tenía ni idea de que iban a escalar montañas. El domingo por la noche, un policía había llamado a la puerta para decirles que llegarían tarde a casa. En Edimburgo había fuerte viento y nieve profunda. Más tarde, por la noche, llegó un periodista y dijo que todo el grupo había desaparecido. Hasta el lunes por la tarde, cuando los padres estaban reunidos en el colegio, no llegó la noticia de que cinco de sus hijos habían muerto. El padre explicó que el niño que había sobrevivido era el más pequeño del grupo; quizá los demás (dos mujeres responsables, cuatro niñas y un niño) se habían acurrucado a su alrededor para protegerlo del frío. En 2015, alguien que había sido alumno de la escuela en 1971 escribió: "La escuela estuvo de luto durante algún tiempo después de aquello y no creo que el señor Chalmers, el director, se recuperara realmente nunca".
Ben Beattie fue designado para un trabajo en Glenmore Lodge, pero en 1978, murió mientras escalaba el Nanda Devi East, en los Garhwal Himalaya. Catherine Davidson completó su curso y luego emigró a Canadá en 1978. Raymond Leslie se convirtió en un piragüista de primer nivel y pasó a representar a Gran Bretaña.El Ayuntamiento de Edimburgo todavía dirige Lagganlia.
En 2021 se celebró el 50.º aniversario

### Citas
1. 1 2 3 4 5 6 7 8 9 10 11 12 13 14 15 16 17  
Duff, 2001.
2. 1 2 3 4 5 6 7 8 9 10 11  
Allen, Davidson; 2012,.
3. ↑  Williams, Craig (20 de noviembre de 2021). «The worst mountain disaster in British history». BBC News.
4. ↑  Bonington, Chris (2012). Introduction to Cairngorm John. in Allen y Davidson, 2012
5. ↑  English, Charlie (7 de febrero de 2009). «Doctor Watson's feeling for snow». The Guardian. Archivado desde el original el 22 de diciembre de 2015. Consultado el 20 de febrero de 2016.
6. 1 2 3 4 5 6 7 8 9 10  
Watson, 1992.
7. ↑  Crowder, J G; MacPherson, W N. «Cairngorm Automatic Weather Station Homepage». cairngormweather.eps.hw.ac.uk. Heriot-Watt University. Archivado desde el original el 30 de enero de 2016. Consultado el 19 de diciembre de 2016.
8. 1 2  
Baker, 2014.
9. ↑  «Where are the windiest parts of the UK?». Weather and climate. Met Office. Archivado desde el original el 7 de octubre de 2021. Consultado el 21 de noviembre de 2021.
10. ↑  Hopkins, David; Putnam, Roger (2012). Personal Growth Thru Adventure. Routledge. pp. 47-48. ISBN 9781134082902. Archivado desde el original el 25 de junio de 2016.
11. 1 2  
Watson, 2012.
12. ↑  Hewitt, Dave (8 de agosto de 2002). «Summit Talks: Cairn Taggart». Scotland Online Outdoors. Archivado desde el original el 26 de agosto de 2012.
13. ↑  Dorwood, Joe. «Curran Shelter». The Upland of Mar. Archivado desde el original el 30 de mayo de 2016.
14. ↑  
Stott, 1987.
15. 1 2  «Journey to death mountain Thirty years ago six children left for an adventure weekend in the Cairngorms. Only one came back». The Herald (Glasgow). 27 de octubre de 2001. Archivado desde el original el 19 de abril de 2016.
16. 1 2 3 4 5 6  
Strange, 2010.
17. ↑  «Cairngorm Plateau disaster: 50 years since Ainslie Park School students and their young instructor died while on a mountain climbing trip». 20 de noviembre de 2021. Archivado desde el original el 20 de noviembre de 2021. Consultado el 27 de noviembre de 2021.
18. 1 2 3 4  Campbell, Bill. «Cairngorm Disaster 1971». Scottish Saltire Aircrew Association. Archivado desde el original el 25 de noviembre de 2020.
19. 1 2  
Connor, 1999.
20. ↑  «Blizzard claims six in mountain tragedy». Strathspey and Badenoch Herald. 6 de junio de 2007. Archivado desde el original el 22 de abril de 2016. Consultado el 8 de abril de 2016.
21. ↑  «Tributes paid to Cairngorm victims». Glasgow Herald. 29 de diciembre de 1971. Consultado el 8 de abril de 2016.
22. ↑  «Cairngorms (Climbing Accident)». Hansard. HC Deb 23 November 1971 vol 826 cc1136-41. 23 de noviembre de 1971. Archivado desde el original el 22 de diciembre de 2015.
23. ↑  «Media Release: Top Scottish honours for 'Mr Cairngorms', Dr Adam Watson». Fort William Mountain Festival. allmediascotland.com. 9 de febrero de 2012. Archivado desde el original el 23 de abril de 2016.
24. ↑  Macdonald, George (16 de febrero de 1972). «Jury's Findings on Cairngorm Disaster». Glasgow Herald.
25. ↑  Macdonald, George (16 de febrero de 1972). «Jury's Findings on Cairngorm Disaster». Glasgow Herald.
26. ↑  «Bothies may not be Demolished». Glasgow Herald. 27 de junio de 1974. Consultado el 12 de abril de 2016.
27. ↑  Porter, John; Venables, Stephen (2014). «Chapter 16: Don't Get Me Wrong». One Day as a Tiger: Alex MacIntyre and the birth of light and fast Alpinism. Vertebrate Publishing. ISBN 9781910240090.
28. ↑  Loynes, Chris; Higgins, Peter (1997). «Safety and Risk in Outdoor Education».  En Higgins, Peter; Loynes, Chris, eds. A Guide for Outdoor Educators in Scotland. Adventure Education & Scottish Natural Heritage. pp. 26-29. ISBN 1-874637-04-0.
29. ↑  Fyffe, Allen. «Mountain Leader Award – Background». Mountaineering Council of Scotland. Archivado desde el original el 23 de mayo de 2016.
30. ↑  Dick, Sandra (25 de noviembre de 2011). «Forty years after Diane Dudgeon died on a frozen hillside, her father reveals the pain of not know what really happened». The Scotsman. Archivado desde el original el 22 de diciembre de 2015.
31. ↑  Donaldson, Keith (15 de diciembre de 2015). «Ainslie Park Secondary School: Cairngorm Disaster». EdinPhoto. Peter Stubbs. Archivado desde el original el 12 de marzo de 2016.
32. ↑  «Death on the Hills». The Free Library. Farlex, Inc. Archivado desde el original el 23 de enero de 2016. Consultado el 8 de abril de 2016. excerpted from Ralston, Gary (2001). «Death on the Hills; Rescue leader's grief 30 years after tragedy on Glengorm that claimed six children». Scottish Daily Record.
33. ↑  Perrin, Jim (11 de agosto de 2000). «Fred Harper». The Guardian. Archivado desde el original el 22 de abril de 2016.
34. ↑  Hallen, Cynthia (20 de septiembre de 2004). «Nanda Devi Summit Log (#5814)». World Mountain Encyclopedia. Peakware. Archivado desde el original el 16 de abril de 2016.
35. ↑  Hopkins, David (1979). «Asia, India-Garhwal, Nanda Devi East Attempt and Tragedy». American Alpine Journal 22 (1): 283-284.
36. ↑  «The day mountains claimed their worst toll». The Herald (Glasgow: Herald and Times Group). 25 de noviembre de 1996. Archivado desde el original el 20 de abril de 2016. Consultado el 8 de abril de 2016.
37. ↑  «About Us». Lagganlia Centre for Outdoor Learning. Archivado desde el original el 22 de febrero de 2016.
38. ↑  Delaney, James (15 de octubre de 2021). «Unforgettable Edinburgh school trips we all seemed to go on and what we learned». edinburghlive. Archivado desde el original el 15 de octubre de 2021. Consultado el 21 de noviembre de 2021.
39. ↑  «The worst mountain disaster in British history». BBC News (en inglés británico). 20 de noviembre de 2021. Consultado el 22 de noviembre de 2021.

### Trabajos citados
- Allen, John; Davidson, Robert (2012). Cairngorm John: A Life in Mountain Rescue (eBook). Dingwall: Sandstone Press. ISBN 978-1-908737-48-9. John Allen joined the Cairngorm Mountain Rescue Team after the time of the disaster and went on to become its leader.
- Baker, Patrick (2014). «The Lost Shelter». The Cairngorms: A Secret History. Birlinn. ISBN 9780857908094.
- Connor, Jeff (1999). Creag Dubh Climber - The Life and Times of John Cunningham. Ernest Press.
- Duff, John (2001). A Bobby on Ben Macdhui: Life and Death on the Braes o' Mar. Huntly: Leopard Magazine Publishing. ISBN 0953453413. John Duff was leader of the Braemar Mountain Rescue Team at the time of the disaster.
- Stott, Louis (1987). The Waterfalls of Scotland. Aberdeen University Press. ISBN 0-08-032424-X.
- Strange, Greg (2010). The Cairngorms: 100 Years of Mountaineering. Scottish Mountaineering Trust.
- Watson, Adam (1992). The Cairngorms, Lochnagar and the Mounth (6th edición). Scottish Mountaineering Trust. ISBN 0-907521-39-8. Adam Watson is an academic and hill walker with very great experience of the Cairngorms.
- Watson, Adam (2012). Human Impacts on the Northern Cairngorms. Paragon Publishing. ISBN 978-1-908341-77-8.

## Otras lecturas
- Kerr, John (23 de noviembre de 1971). «Six die in snow — 200 yards from shelter». Guardian. p. 1.
- «The Feith Buidhe disaster». Cairngorm Club Journal 18 (95). 1973.
- SCRAN website - Historic Environment Scotland. Cairngorm Tragedy photographs. Search on “Cairngorm Tragedy” to see 10 photographs of participants arriving at the Fatal Accident Inquiry in Banff in February 1972; plus one photograph of survivors Catherine Davidson and Raymond Leslie in an ambulance before or after their railway transfer from Inverness to Edinburgh on 8/12/71 (Daily Record 9/12/71 p1 "Cathy goes home"). All those photographs are copyright of The Scotsman newspaper. “link to SCRAN website”
- Sharp, Bob; Whiteside, Judy (2005). Mountain Rescue. Hayloft Publishing. Chapter 10 “The Last Word”, p251-259, is an account of the Cairngorm Tragedy.
- Thomson, Iain D S (2014). High Risk: Scottish Mountain Adventures and Misadventures, 1925 to 1986. Kindle Edition. Chapter 5 “The Cairngorms Disaster 20 to 22 November 1971” is a detailed analysis of all aspects of the tragedy including the Fatal Accident Inquiry. A print edition of the book was apparently intended but arrangements fell through, and so only the Kindle digital edition is available. "link to Kindle edition on Amazon"
- Transcript of Fatal Accident Inquiry, Banff Sherriff Court, 8-15 February 1972. National Records of Scotland – reference SC2-23-1972 – 5 volumes, circa 750 pages total. 1972. This can be viewed at the National Records of Scotland in Edinburgh (after prior arrangement) in file number ED27/556, title – “Outdoor Activities: Cairngorm Tragedy, November 1971 - Papers and correspondence concerning the inquiry into the tragedy” "link to NRS on-line catalogue". Note that the Fatal Accident Inquiry (FAI) transcript was embargoed for 30 years, from 1972 to 2002, which is the practise for all FAIs in Scotland. The primary purpose of FAIs is to establish the circumstances and cause of death. Whatever the associated legal reasons for the embargo, in this case it has arguably hampered knowledge, discussion, and learning from the details of the tragedy.
- Watson, Adam; Duff, John (July 1973). «Lessons to Youth Parties from the Feith Buidhe Disaster». Climber & Rambler: 282-287. Watson and Duff were both witnesses at the Fatal Accident Inquiry in 1972.
- Wilson, Ken (1972). «The Cairngorm Tragedy». Mountain (20): 29-33. At the beginning of this detailed and informative article in "Mountain", Wilson poses the question, “What, then, are the conclusions that have emerged to help us avoid such disasters in the future? Sadly, the answer is virtually none.” He omitted the second sentence when he republished the article six years later in his compendium “The Games Climbers Play” Wilson, Ken (ed), Diadem, London, 1978 (reissued by Baton Wicks in 2006). Presumably he changed his mind: perhaps due to some changes which did emerge in the 1970s, like the removal of several Cairngorm high level shelters, and more development of leader training and institutional awareness. Ken Wilson was a renowned mountaineering journalist and publisher. “Ken Wilson 1941-2016”
- YouTube documentary, Fascinating Horror "Cairngorm Plateau Disaster"
- YouTube video Disasterthon "Cairngorm Plateau Disaster"